# Chelonanthus angustifolius
Chelonanthus angustifolius là một loài thực vật có hoa trong họ Long đởm. Loài này được (Kunth) Gilg mô tả khoa học đầu tiên năm 1895.